# 橙縣 (德克薩斯州)
橙縣（英語：Orange County）是位於美国德克萨斯州東部的一個縣，沙賓河（Sabine River）與路易斯安那州為界，面積983平方公里。根據美国人口普查局2020年統計，該縣共有人口84,808人。縣治奧蘭治（Orange）。該縣成立於1852年1月5日，1858年更為現名；縣名來自當時的主要農作物—橘子。